# Perbromato

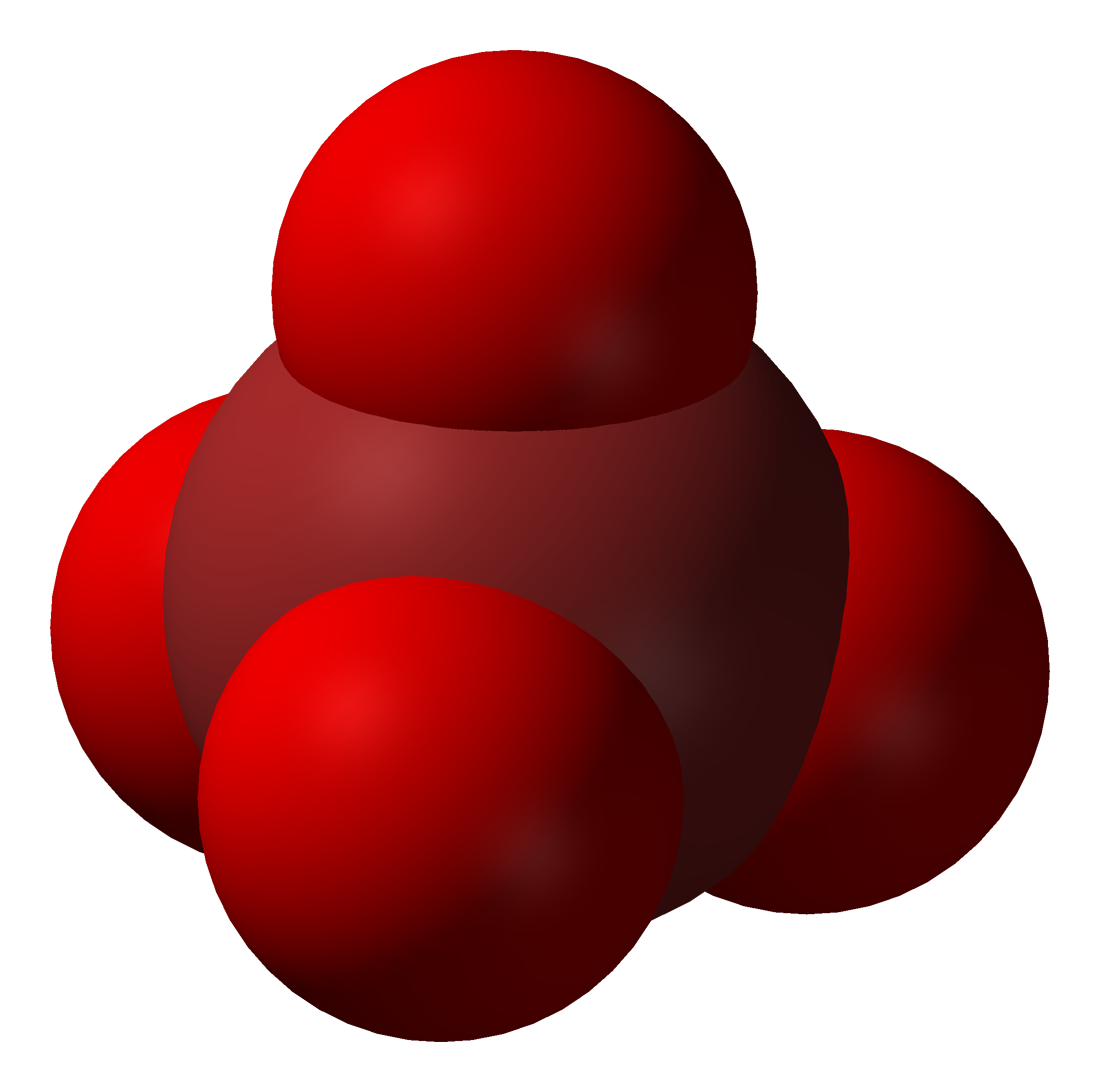
Modello tridimensionale dello ione perbromato, BrO_{4}^{−}

L'anione perbromato, di formula BrO4−, è la base coniugata dell'acido perbromico nel quale il bromo ha stato di ossidazione +7. Un perbromato è un composto che contiene questo ione.

## Caratteristiche
Al contrario degli analoghi anioni perclorato e periodato, è difficile da sintetizzare.
La geometria molecolare è tetraedrica. 

Lo ione perbromato è un forte agente ossidante e il potere riducente per BrO4−/Br− è di +0,69 V a pH 14.

## Sintesi
I tentativi di sintesi del perbromato si rivelarono infruttuosi fino al 1968 quando fu finalmente ottenuto per decadimento beta del selenio-83 partendo da un selenato:
83SeO42− → 83BrO4− + β−
Fu successivamente sintetizzato anche per elettrolisi del LiBrO3, sia pure con rese molto basse. Fu successivamente prodotto per ossidazione del bromato con difluoruro di xeno.
A partire dal perbromato si può ottenere l'acido perbromico per protonazione del BrO−4.
Un metodo efficace per la produzione del perbromato è l'ossidazione del bromato con fluoro in ambiente alcalino.
BrO−3 + F2 + 2 OH− → BrO−4 + 2 F− + H2O
Questo metodo di sintesi è più agevole per la produzione su larga scala rispetto alla via elettrolitica o all'ossidazione del bromato con difluoruro di xeno.
Nel 2011 è stato sviluppato un metodo di produzione più efficiente: gli ioni perbromato vengono formati per reazione di ioni ipobromito e bromato in soluzione alcalina di ipobromito di sodio.

## Esempi
- perbromato di sodio, NaBrO4
- perbromato di potassio, KBrO4